# Joffe-Preis
Der Joffe-Preis (russisch Премия имени А.Ф. Иоффе) ist ein Wissenschaftspreis der Akademie der Wissenschaften der UdSSR bzw. (seit 1993) in ihrer Nachfolge der Russischen Akademie der Wissenschaften. Er wird für herausragende Arbeiten auf dem Gebiet der Physik vergeben. Der Preis ist nach dem sowjetischen Physiker Abram Fjodorowitsch Joffe benannt.
Unter dem gleichen Namen gibt es zwei weitere Preise mit geringerer Reichweite. Der eine wird vom Joffe-Institut in Sankt Petersburg an die Mitarbeiter dieses Instituts und der andere vom Sankt Petersburger Wissenschaftszentrum der Russischen Akademie der Wissenschaften an die in der Stadt tätigen Forscher vergeben.

## Preisträger
Es folgt die Liste von Wissenschaftlern, denen der oben als erster erwähnte Joffe-Hauptpreis verliehen wurde:
- 1972  Anatoli Robertowitsch Regel (Анатолий Робертович Регель)
- 1975  Lasar Solomonowitsch Stilbans (Лазарь Соломонович Стильбанс)
- 1978  Issaak Michailowitsch Zidilkowski (Исаак Михайлович Цидильковский)
- 1980  Anatoli Petrowitsch Alexandrow (Анатолий Петрович Александров)
- 1985  Wladimir Panteleimonowitsch Schuse (Владимир Пантелеймонович Жузе)
- 1987  Grigori Jesekijelewitsch Pikus (Григорий Езекиелевич Пикус), Emmanuil Iossifowitsch Raschba (Эммануил Иосифович Рашба)
- 1990  Dawid Naumowitsch Mirlin (Давид Наумович Мирлин)
- 1993  Wladimir Idelewitsch Perel (Владимир Иделевич Перель), Michail Igorewitsch Djakonow (Михаил Игоревич Дьяконов), Igor Alexandrowitsch Merkulow (Игорь Александрович Меркулов)
- 1996  Schores Iwanowitsch Alfjorow (Жорес Иванович Алфёров), Waleri Dmitrijewitsch Rumjanzew (Валерий Дмитриевич Румянцев), Wjatscheslaw Michailowitsch Andrejew (Вячеслав Михайлович Андреев)
- 1999  Pjotr Iossifowitsch Antonow (Пётр Иосифович Антонов), Alfred Borissowitsch Sinani (Альфред Борисович Синани)
- 2002  Juri Michailowitsch Popow (Юрий Михайлович Попов)
- 2005  Robert Arnoldowitsch Suris (Роберт Арнольдович Сурис)
- 2008  Alexander Alexandrowitsch Kapljanski (Александр Александрович Каплянский), Sergei Alexandrowitsch Bassun (Сергей Александрович Басун), Boris Wladimirowitsch Nowikow (Борис Владимирович Новиков)
- 2011  Wladimir Wassiljewitsch Ustinow (Владимир Васильевич Устинов), Igor Alexandrowitsch Merkulow (Игорь Александрович Меркулов), Juri Georgijewitsch Kusrajew (Юрий Георгиевич Кусраев)
- 2014 Wladimir Moissejewitsch Pudalow (Владимир Моисеевич Пудалов)
- 2017 Miron Jankelewitsch Amusja (Амусья Мирон Янкелевич), Larissa Wladimirowna Tschernischewa (Чернышева Лариса Владимировна)
- 2020 Alexander Wladimirowitsch Tschaplik (Александр Владимирович Чаплик)
- 2023 Matwei Wulfowitsch Entin (Матвей Вульфович Энтин)[3]